# 八月の狂詩曲
『八月の狂詩曲』（はちがつのラプソディー）は、1991年（平成3年）5月25日公開の日本映画である。黒澤プロダクション・フィーチャーフィルムエンタープライズ製作、松竹配給。監督・脚本は黒澤明。カラー、ビスタビジョン、98分。
村田喜代子の芥川賞受賞小説 『鍋の中』が原作で、原爆体験をした長崎の祖母と4人の孫たちのひと夏の交流を描く映画。キャッチ・コピーは「なんだかおかしな夏でした…。」。第65回キネマ旬報ベスト・テン第3位。

## ストーリー
ある夏休み。長崎市街から少し離れた山村に住む老女・鉦のもとに1通のエアメールが届く。ハワイで農園を営む鉦の兄・錫二郎が不治の病にかかり、死ぬ前に鉦に会いたいという内容で、鉦の代わりに息子の忠雄と娘の良江がハワイへ飛んだ。そのため4人の孫が鉦のもとにやって来た。ハワイから忠雄の手紙が届き、錫二郎が妹に会いたがっているため、孫と一緒にハワイに来てほしいと伝えてくるが、鉦は錫二郎が思い出せないとハワイ行きを拒む。都会の生活に慣れた孫たちは田舎の生活に退屈を覚えていたが、原爆ゆかりの場所を見て回ったり、祖母の原爆体験の話を聞くうちに、原爆で祖父を亡くした鉦の気持ちを次第に理解していった。
やがてハワイ行きの決断を促す手紙が届き、鉦は原爆忌が終わってから行くことを決意し電報を出す。それとすれ違いに忠雄と良江が帰ってくる。手紙に原爆のことが書かれていたのを知った2人は、アメリカ人に原爆の話をしたらまずいと落胆する。そこへ錫二郎の息子のクラークが来日する。空港に出迎えた忠雄も孫たちもその意図を理解できず、孫たちは心配からか空港を逃げ出す。しかしクラークは「ワタシタチ、オジサンノコトシッテ、ミンナナキマシタ」と語り、おじさんが亡くなったところへ行きたいと頼む。その夜、庭の縁台でクラークは鉦に、おじさんのことを知らなくて「スミマセンデシタ」と謝る。鉦は「よかとですよ」と答え、2人は固い握手を交わす。
8月9日、鉦は念仏堂で近所の老人たちと読経をあげていた。クラークは父の死去を伝える電報を受け取り、急遽帰国する。鉦はやっと錫二郎を思い出し、その死を悲しんだ。それから鉦の様子がおかしくなり、忠雄を錫二郎と間違えたり、雷雨の夜に突然「ピカが来た」と叫ぶ。翌日、キノコ雲のような雷雲が空に広がり、鉦は長崎の方へ駆け出して行く。豪雨となり、孫たちや息子たちは祖母を追いかける。そこにシューベルトの「野ばら」の合唱が流れる。

## キャスト
- 鉦おばあちゃん：村瀬幸子
- 縦男（良江の息子）：吉岡秀隆
- たみ（忠雄の娘）：大寶智子
- みな子（良江の娘）：鈴木美恵
- 信次郎（忠雄の息子）：伊崎充則
- 忠雄（おばあちゃんの息子）：井川比佐志
- 良江（おばあちゃんの娘）：根岸季衣
- 登（良江の夫）：河原崎長一郎
- 町子（忠雄の妻）：茅島成美
- クラーク（おばあちゃんの甥）：リチャード・ギア
- 錫二郎：松本克平（写真出演）
- 牧よし子
- 本間文子
- 川上夏代
- 音羽久米子
- 木田三千雄
- 東静子
- 堺左千夫
- 夏木順平
- 川口節子
- 槇ひろ子
- 加藤茂雄
- 歌澤寅右衛門
- 門脇三郎

## スタッフ
- 監督・脚本・編集：黒澤明
- 原作：村田喜代子（『鍋の中』文藝春秋刊）
- ゼネラルプロデューサー：奥山融
- プロデューサー：黒澤久雄
- 撮影：斎藤孝雄、上田正治
- 美術：村木与四郎
- 照明：佐野武治
- 音楽：池辺晋一郎
- 録音：紅谷愃一
- 演出補佐：本多猪四郎
- 効果：三縄一郎、斉藤昌利
- 衣装：黒澤和子
- 助監督：小泉堯史、米田興弘、酒井直人、田中徹、ヴィットリオ・ダッレ・オーレ
- プロダクションマネージャー：野上照代
- ネガ編集：南とめ
- 題字：今井凌雪
- スタジオ：東宝スタジオ
- ハイビジョン技術：ソニーPCL
- 現像：IMAGICA

## 挿入歌
- その心は嘆き（「スターバト・マーテル」より）
作曲：アントニオ・ヴィヴァルディ、歌：ジェイムズ・ボウマン、演奏：エンシェント室内管弦楽団、指揮：クリストファー・ホグウッド
- 野ばら
作詞：ヨハン・ヴォルフガング・フォン・ゲーテ、訳詞：近藤朔風、作曲：フランツ・シューベルト、編曲：池辺晋一郎、歌：ひばり児童合唱団
- 悲しみの母は立っていた（「スターバト・マーテル」より）
作曲：アントニオ・ヴィヴァルディ、歌：ジェイムズ・ボウマン、演奏：エンシェント室内管弦楽団、指揮：クリストファー・ホグウッド

## エピソード
- おばあちゃんの家は長崎県の山中の設定であるが、長崎県で適当な場所が見つからなかったために、埼玉県内にロケーションセットを建てて撮影は行われた[2]。念仏堂は撮影終了後に、リチャード・ギアの希望により彼のアメリカの別荘へ移築された。これは、ハリウッド俳優としては破格の安い出演料で出演してくれたギアに対する埋め合わせの意味もあったという。ギアはおばあちゃんの家も欲しがったが、さすがに大変なのであきらめてもらったという。
- クラーク役には当初、ジーン・ハックマンが予定されていた。これは脚本を読んだハックマン本人の熱望を受けてのものであった（年齢がクラーク役としては高いため、当初は黒澤が難色を示していた）。ただし、健康上の理由から撮影前に降板している。
- この映画の撮影時にはなかった平和公園のアメリカからの慰霊碑は、1992年（平成4年）10月にアメリカのセントポール市から寄贈されている。この慰霊碑への寄付を募るために「八月の狂詩曲」上映会がセントポール市で開催された。また、本島等長崎市長からこの件に関して黒澤監督へ礼状が送られてきた。
- 誤解されることも少なくないが、クラークが「すみませんでした」「私達悪かった」と鉦おばあちゃんに謝っている場面は、アメリカ人であるクラークが原爆投下を「すみませんでした」「悪かった」と謝罪しているわけではない。「私達」とは、「鉦の兄であるハワイに移民した錫二郎やクラークらの一家」のことであり、「すみませんでした」は「鉦おばあちゃんの夫が被爆死したことを知らなかった」ことに対してであり、「悪かった」のは鉦おばあちゃんが「長崎の人」なのに、夫の死因に思いが至らなかったことである[3]。
- 蟻の行列を撮影するための待ち時間が余りにも長かったことから、撮影終了後にリチャード・ギアは「もうアリとは共演しない」と言い残して帰国した。ちなみに、この場面は黒澤の書いた当初の脚本では、蟻の行列を見ているのは信次郎だけであった。それをクラークと信次郎の2人にしたのは、脚本を読んだギアの提案を黒澤が取り入れたものである。なお、ギアが出演した群馬ロケでは、クラークが視線を下げて蟻が地面に行列を作る部分までしか撮影できず、蟻がバラの木を上っていく場面は、京都の下鴨神社で演出補佐の本多猪四郎率いるB班でロケ撮影したものである。また、蟻の行列を作るために、京都工芸繊維大学繊維学部教授の山岡亮平が「蟻指導」として参加している。
- 黒澤作品は雨のシーンが印象的とされるが、唯一ラストシーンが雨の作品である。
- 原作者の村田喜代子は、この映画の出来には不満で、「ラストで許そう黒澤明」という一文を『別冊文藝春秋』1991年夏号に寄稿した。

## 受賞
- 第65回キネマ旬報ベスト・テン 第3位
- 第46回毎日映画コンクール 日本映画優秀賞、宣伝優秀賞
- 第15回日本アカデミー賞 優秀作品賞、優秀監督賞、優秀脚本賞、最優秀撮影賞、優秀音楽賞、最優秀照明賞、最優秀美術賞、最優秀録音賞、優秀主演女優賞（村瀬幸子）、優秀助演男優賞（井川比佐志）[4]
- 第4回日刊スポーツ映画大賞・石原裕次郎賞 主演女優賞（村瀬幸子）
- 第15回山路ふみ子映画賞